# Benedetta di Mantova
Benedetta di Gonzaga-Nevers (Nevers, aprile 1617 – Parigi, 20 dicembre 1637) è stata una religiosa e nobildonna francese.

## Biografia
Era figlia del duca di Nevers Carlo I di Gonzaga-Nevers e di Caterina di Lorena, sorella minore di Anna di Gonzaga di Cleves, principessa palatina. Sua madre la dedicò, dalla nascita, alla religione. Dopo la morte di sua madre, suo padre la portò nell'Abbazia di Avenay. Affidata alle cure della badessa, Madame de Beauvilliers, prese i voti nel 1624 e il nome di Suor Bénédicte de l'Incarnation.
Alla morte del suo precettore nel 1625, fu nominata badessa all'età di 8 anni, dopo numerosi interventi del padre e della sorella, la duchessa di Longueville. Nonostante la presenza di Mesdames de Baradat e de Treslon, la giovane badessa non era all'altezza del compito e fu inviata, per due anni, all'Abbazia di Montmartre per completarvi la sua educazione.
Di ritorno ad Avenay, fece vita ritirata e solo lo scrittore Gédéon Tallemant des Réaux evocò la sua memoria nei suoi racconti.
Morì il 20 dicembre 1637 a Parigi. Il suo corpo venne sepolto nell'ospedale Val de Grâce e il suo cuore, secondo i suoi desideri, venne riportato ad Avenay.

## Ascendenza
|                              |                      |                              | Genitori                    |  |  | Nonni |  |  | Bisnonni            |  |  | Trisnonni            |  |
|                              |                      |                              |                             |  |  |       |  |  | Federico II Gonzaga |  |  | Francesco II Gonzaga |  |
|                              |                      |                              |                             |  |  |       |  |  | Federico II Gonzaga |  |  | Francesco II Gonzaga |  |
|                              |                      | Isabella d'Este              |                             |  |  |       |  |  | Federico II Gonzaga |  |  |                      |  |
| Ludovico Gonzaga-Nevers      |                      |                              |                             |  |  |       |  |  | Federico II Gonzaga |  |  |                      |  |
|                              |                      | Margherita Paleologa         | Guglielmo IX del Monferrato |  |  |       |  |  |                     |  |  |                      |  |
|                              |                      | Margherita Paleologa         | Guglielmo IX del Monferrato |  |  |       |  |  |                     |  |  |                      |  |
|                              |                      | Margherita Paleologa         | Anna d'Alençon              |  |  |       |  |  |                     |  |  |                      |  |
| Carlo I di Gonzaga-Nevers    |                      | Margherita Paleologa         |                             |  |  |       |  |  |                     |  |  |                      |  |
|                              |                      | Francesco I di Nevers        | Carlo II di Cleves Nevers   |  |  |       |  |  |                     |  |  |                      |  |
|                              |                      | Francesco I di Nevers        | Carlo II di Cleves Nevers   |  |  |       |  |  |                     |  |  |                      |  |
|                              |                      | Francesco I di Nevers        | Maria di Albret             |  |  |       |  |  |                     |  |  |                      |  |
| Enrichetta di Nevers         |                      | Francesco I di Nevers        |                             |  |  |       |  |  |                     |  |  |                      |  |
|                              |                      | Margherita di Vendôme        | Carlo IV di Borbone-Vendôme |  |  |       |  |  |                     |  |  |                      |  |
|                              |                      | Margherita di Vendôme        | Carlo IV di Borbone-Vendôme |  |  |       |  |  |                     |  |  |                      |  |
|                              |                      | Margherita di Vendôme        | Francesca d'Alençon         |  |  |       |  |  |                     |  |  |                      |  |
| Benedetta di Gonzaga-Nevers  |                      | Margherita di Vendôme        |                             |  |  |       |  |  |                     |  |  |                      |  |
|                              | Francesco I di Guisa | Claudio I di Guisa           |                             |  |  |       |  |  |                     |  |  |                      |  |
|                              | Francesco I di Guisa | Claudio I di Guisa           |                             |  |  |       |  |  |                     |  |  |                      |  |
|                              | Francesco I di Guisa | Antonia di Borbone-Vendôme   |                             |  |  |       |  |  |                     |  |  |                      |  |
| Carlo di Guisa               | Francesco I di Guisa |                              |                             |  |  |       |  |  |                     |  |  |                      |  |
|                              |                      | Anna d'Este                  | Ercole II d'Este            |  |  |       |  |  |                     |  |  |                      |  |
|                              |                      | Anna d'Este                  | Ercole II d'Este            |  |  |       |  |  |                     |  |  |                      |  |
|                              |                      | Anna d'Este                  | Renata di Francia           |  |  |       |  |  |                     |  |  |                      |  |
| Caterina di Lorena           |                      | Anna d'Este                  |                             |  |  |       |  |  |                     |  |  |                      |  |
|                              |                      | Onorato II di Savoia-Villars | Renato di Savoia-Villars    |  |  |       |  |  |                     |  |  |                      |  |
|                              |                      | Onorato II di Savoia-Villars | Renato di Savoia-Villars    |  |  |       |  |  |                     |  |  |                      |  |
|                              |                      | Onorato II di Savoia-Villars | Anna Lascaris               |  |  |       |  |  |                     |  |  |                      |  |
| Enrichetta di Savoia-Villars |                      | Onorato II di Savoia-Villars |                             |  |  |       |  |  |                     |  |  |                      |  |
|                              |                      | Jeanne de Foix               | Alain de Foix               |  |  |       |  |  |                     |  |  |                      |  |
|                              |                      | Jeanne de Foix               | Alain de Foix               |  |  |       |  |  |                     |  |  |                      |  |
|                              |                      | Jeanne de Foix               | Françoise de Montpezat      |  |  |       |  |  |                     |  |  |                      |  |
|                              |                      | Jeanne de Foix               |                             |  |  |       |  |  |                     |  |  |                      |  |